# 托雷奥尔萨亚
托雷奥尔萨亚（義大利語：Torre Orsaia），是意大利萨莱诺省的一个市镇。总面积23平方公里，人口2280人，人口密度99.1人/平方公里（2009年）。ISTAT代码为065149。